# Liste bedeutender Ölunfälle

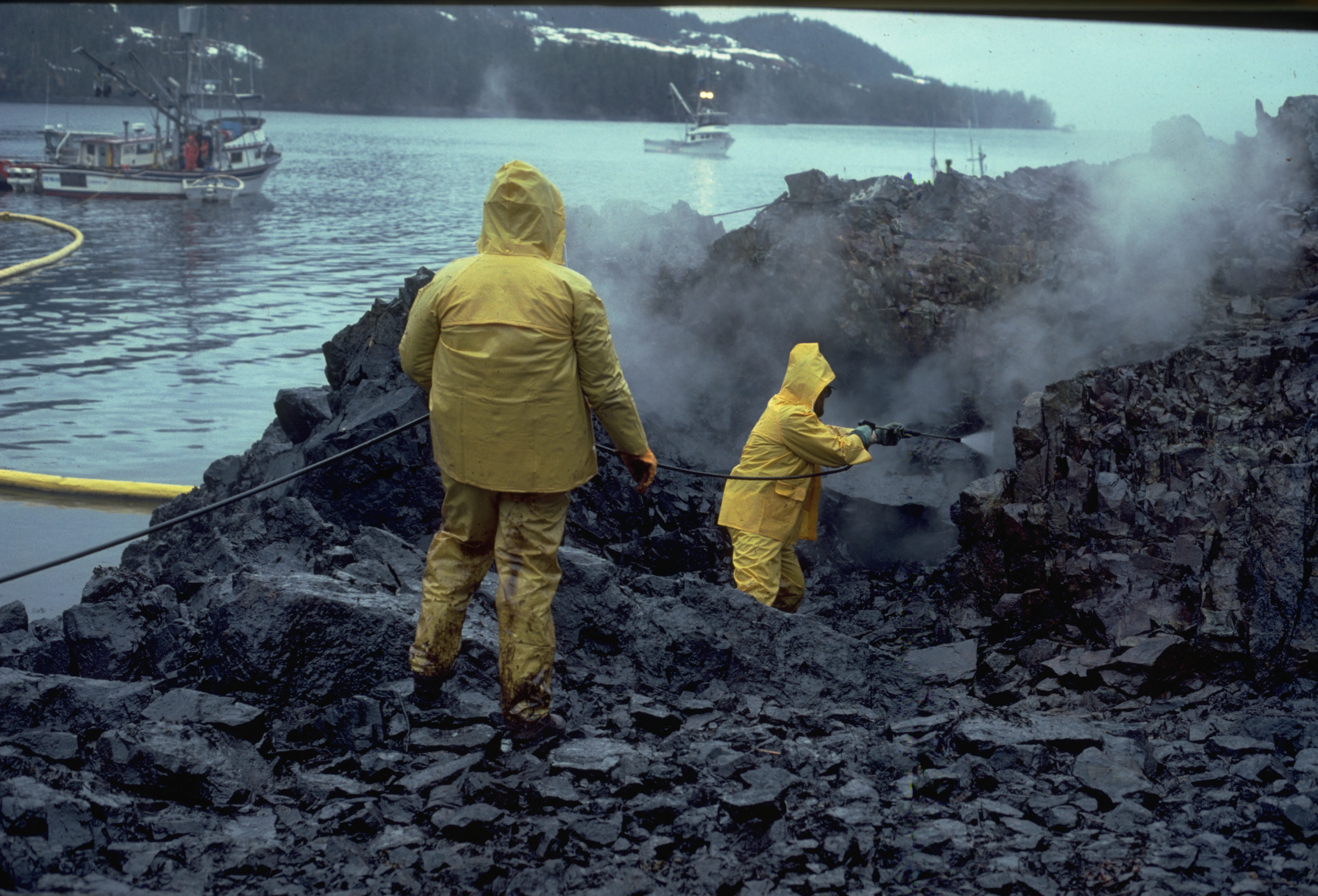
Arbeiter reinigen den Strand am Prince William Sound, 1989

Die Liste bedeutender Ölunfälle führt Ereignisse auf, bei denen eine größere Menge von Rohöl oder Mineralölprodukten freigesetzt wurde, insbesondere bei Havarien von Öltankern und Unfällen auf Ölplattformen. Eine Ölpest verursacht ökologische Schäden und wirtschaftliche Einbußen für Fischerei, Algenernte und Tourismus. Brände verursachen eine erhebliche Luftverschmutzung. Die Liste erhebt keinen Anspruch auf Vollständigkeit.

## Historisch bedeutende Ölunfälle

### Vorbemerkungen
In dieser Tabelle ist die freigesetzte Menge in der Einheit Tonnen angegeben; in vielen Berichten finden sich auch Mengenangaben in den Volumenmaßen Liter oder Barrel (etwa 159 Liter). So findet man zur Katastrophe Deepwater Horizon von 2010 eine Menge von „Volumen: 780.000 m³ ±10 %“. Bei Vergleichen ist insbesondere die Dichte des Gefahrstoffes zu berücksichtigen, die bei Erdöl („Rohöl“) in der Regel um 1 kg/dm³ = 1 t/m³ beträgt. Leichte Erdölprodukte wie Diesel oder Benzin mit Dichten um 0,9 t/m³ schwimmen auf Wasser. Schweröl, Asphalt sinken auch in Meerwasser der Dichte 1,03 t/m³ ab. Rohöl kann je nach den Dichteverhältnissen schwimmen oder sinken. Dabei spielt der Salzgehalt des Wassers eine Rolle und die Temperatur, da organische Flüssigkeiten eine stärkere Wärmeausdehnung aufweisen. Wenn aus einem Gemisch leichte Kohlenwasserstoffe abdunsten, kann der Rückstand schwerer als Wasser werden und absinken.

### Liste
2500 Tonnen 
| Datum                                         | Bezeichnung                                                      | Eigner                                                                   | Unglücksort                                                                                         | Freigesetzte Menge (in Tonnen)     | Gefahrstoff                                                          | Ursache |
| --------------------------------------------- | ---------------------------------------------------------------- | ------------------------------------------------------------------------ | --------------------------------------------------------------------------------------------------- | ---------------------------------- | -------------------------------------------------------------------- | --- |
| 14. Dez. 1907                                 | Thomas W. Lawson                                                 | Coastwise Transportation Co.                                             | nahe der Scilly-Inseln, England, Atlantik                                                           | 6.000 bis 8.000                    | Leichtöl in Fässern                                                  | Schiffsuntergang in einem Sturm |
| 14. März 1910                                 | Lakeview Gusher                                                  | Lakeview Oil Company                                                     | nahe Taft (Kalifornien)                                                                             | 1.230.000                          | Rohöl                                                                | Bohrunfall |
| 1950                                          | Ölpest von Greenpoint                                            | Standard Oil Company und andere                                          | Greenpoint, Brooklyn                                                                                | 55.200 bis 97.400                  | Rohöl                                                                | Ausfluss aus Ölraffinerien |
| 19. Jan. 1955                                 | Gerd Mærsk                                                       | A. P. Møller-Mærsk                                                       | Elbmündung                                                                                          | 7.000 bis 8.000                    | Rohöl                                                                | Tankerunglück |
| 9. Juni 1955                                  | Johannishus                                                      | Schwedische Reederei                                                     | Ärmelkanal                                                                                          | 10.000 bis 20.000                  | Rohöl                                                                | Tankerunglück, Kollision mit anderem Tanker |
| 1960–heute                                    | Ölpest im Nigerdelta                                             | Shell, Chevron, ExxonMobil und Total                                     | Nigerdelta                                                                                          | 408.000                            | Rohöl, Schweröl, raffinierte Produkte wie Kerosin, Benzin und Diesel | Illegale/unfachmännische Raffinerien, Sabotage und illegales Anzapfen der Pipelines, Vandalismus an verlassenen Probebohrungen („Christmas Trees“) |
| 1960–heute                                    | Ölpest in Westsibirien                                           | Lukoil, Surgutneftegas, Yukos, Sidanko, Tatneft, TNK-BP und Total        | Westsibirien, Förderregion Tjumen                                                                   | 15.330.000 jährlich                | Rohöl                                                                | Defekte und mangelhaft gewartete Pipelines und Förderanlagen |
| 6. Dez. 1960                                  | Sinclair Petrolore                                               | Brasilianischer Eigner                                                   | Atlantik vor Brasilien                                                                              | 59.860                             | Rohöl                                                                | Tankerunglück |
| 1964–1992, nachwirkend bis heute              | Ölkatastrophe im nördlichen Amazonastiefland Ecuadors            | Texaco (heute Chevron Corporation), anfänglich Gulf Oil und Petroecuador | Ecuador, Förderregion Provinz Sucumbíos und Provinz Orellana                                        | 115.000                            | 60.000 t Ölrückstände und über 55.000 t Rohöl                        | Defekte und mangelhaft gewartete Pipelines und Förderanlagen |
| 22. Mai 1965 (23. März, 07.10 Ortszeit Japan) | Kollision des Tankers Heimvard                                   | Klosters Rederi A/S, Oslo, Norwegen                                      | Muroran, Hokkaidō, Japan                                                                            | 26.771                             | Rohöl                                                                | Tanker rammt durch Manövrierfehler den Kai der Raffinerie Muroran, austretendes Rohöl brennt 27 Tage, 10 Tote, 8 Verletzte, Explosionen, Ascheregen, 235 Evakuierte |
| Feb. 1966                                     | Anne Mildred Brøvig                                              | in Norwegen registriert                                                  | westlich von Helgoland                                                                              | 16.800                             | Rohöl                                                                | Tankerunglück, Kollision mit einem Küstenfahrer |
| Juni 1966                                     | Texaco Massachusetts                                             | in den USA registriert                                                   | Hafen von Manhattan                                                                                 | 1.300                              | Benzin, Naphtha                                                      | Tankerunglück, Kollision mit der britischen Alva Cape, Brand, später Explosion |
| März 1967                                     | Torrey Canyon                                                    | Unocal (USA), gechartert von BP (GB)                                     | vor der Küste Südenglands                                                                           | 119.000                            | Rohöl                                                                | Tanker kollidiert mit Riff, sinkt, bricht beim Bergeversuch, Bombardierung |
| 29. Feb. 1968                                 | Mandoil                                                          | k. A.                                                                    | vor Warrenton, Oregon                                                                               | 42.860                             | Rohöl                                                                | Tankerunglück |
| 13. Juni 1968                                 | World Glory                                                      | k. A.                                                                    | etwa 100 km östlich von Durban                                                                      | 48.300                             | Rohöl                                                                | Tankerunglück |
| Jan. 1969                                     | Plattform A von Unocal                                           | Unocal                                                                   | Kalifornien                                                                                         | 11.200 bis 14.000                  | Rohöl                                                                | Unfall auf Ölinsel |
| Feb. 1969                                     | Julius Schindler                                                 | Ernst Russ, Hamburg                                                      | Ponta Delgada, Azoren                                                                               | 9.000 bis 90.000                   | Rohöl                                                                | Tankerunfall |
| 20. März 1970                                 | Otello                                                           | Wallenius                                                                | Tralhavet Bucht östlich von Växholm                                                                 | 61.220                             | Rohöl                                                                | Tankerunglück |
| 1. Juni 1970                                  | Ennerdale                                                        | k. A.                                                                    | Seychellen                                                                                          | 46.940                             | Rohöl                                                                | Tankerunglück |
| Feb. 1971                                     | Wafra                                                            | Getty Tankers Limited                                                    | Nadelkap, Südafrika                                                                                 | 27.000 bis 65.000                  | Rohöl                                                                | Tankerunfall, nach Maschinenraumflutung vom Schlepp losgebrochen und gestrandet, später freigeschleppt und versenkt |
| Dez. 1971                                     | Texaco Denmark                                                   | Texaco Overseas Tankship Ltd., London                                    | Nordsee                                                                                             | 100.000 oder mehr                  | Rohöl                                                                | Tankerunfall |
| 11. Juni 1972                                 | Trader                                                           | k. A.                                                                    | Ostküste Griechenlands                                                                              | 37.400                             | Rohöl                                                                | Tankerunglück |
| Dez. 1972                                     | Sea Star                                                         | Korea                                                                    | Golf von Oman                                                                                       | 115.000                            | Rohöl                                                                | Tankerunglück, Kollision mit Tanker Horta Barbosa |
| 10. Juni 1973                                 | Napier                                                           | k. A.                                                                    | Westküste Chiles                                                                                    | 38.440                             | Rohöl                                                                | Tankerunglück |
| Aug. 1974                                     | Metula                                                           | Shell Tankers B.V., Rotterdam                                            | Magellanstraße                                                                                      | 53.000                             | Rohöl                                                                | Der 6-jährige Tanker lief in der Magellanstraße auf Grund |
| 9. Nov. 1974                                  | Yuyo Maru No. 10                                                 | k. A.                                                                    | Bucht von Tokyo, Honshū                                                                             | 53.740                             | Rohöl                                                                | Tankerunglück |
| 13. Jan. 1975                                 | British Ambassador                                               | k. A.                                                                    | 333 km westlich von Iwojima                                                                         | 48.300                             | Rohöl                                                                | Tankerunglück |
| Jan. 1975                                     | Jakob Maersk                                                     | A. P. Møller-Mærsk                                                       | vor Porto, Portugal                                                                                 | 88.000                             | Rohöl                                                                | Tankerunglück |
| 6. Feb. 1976                                  | Saint Peter                                                      | k. A.                                                                    | 56 km westlich von Punta Manglares                                                                  | 35.030                             | Rohöl                                                                | Tankerunglück |
| Mai 1976                                      | Urquiola                                                         | k. A.                                                                    | A Coruña, Spanien                                                                                   | 50.000                             | Rohöl                                                                | Tankerunglück |
| Okt. 1976                                     | Böhlen                                                           | Deutsche Seereederei Rostock (DDR)                                       | Französische Atlantikküste                                                                          | 2.000                              | Rohöl                                                                | Tankerunglück, auf Grund gelaufen |
| Dez. 1976                                     | Argo Merchant                                                    | Thebes Shipping Inc., Monrovia                                           | 29 Seemeilen südöstlich der Insel Nantucket                                                         | 30.000                             | schweres Heizöl No. 6                                                | Tankerunglück, auf Grund gelaufen |
| 7. Feb. 1977                                  | Borag                                                            | k. A.                                                                    | Ostchinasee, 3 km nördlich von Chilung                                                              | 35.370                             | Rohöl                                                                | Tankerunglück |
| Feb. 1977                                     | Hawaiian Patriot                                                 | k. A.                                                                    | 500 km vor Honolulu                                                                                 | 95.000                             | Rohöl                                                                | Tankerunglück, Brand |
| Apr. 1977                                     | Ekofisk Bravo                                                    | k. A.                                                                    | Nordsee                                                                                             | 23.000                             | Rohöl                                                                | Bohrinsel, Blowout |
| 5. Aug. 1977                                  | Potomac                                                          | US Navy                                                                  | Melville-Bucht, Grönland                                                                            | 405                                | schweres Heizöl No. 6                                                | Tanker, Kollision mit einem Eisberg |
| 16. Dez. 1977                                 | Venoil/Venpet                                                    | Venpet Inc./Bethlehem Steel, USA                                         | 25 Seemeilen südlich der Südküste Südafrikas nahe Plettenberg Bay in der Nähe der Bohrinsel SEDCO K | 30.000                             | davon 26.000 t Heavy Fuel Oil und 4.000 Iranisches Rohöl             | Größte Tankerkollision aller Zeiten. Fehlgeschlagenes „Manöver des letzten Augenblicks“. Die vollbeladene Venoil wurde durch die Boltentor vor dem Auflaufen auf Land bewahrt und die Venpet in Ballast durch die Boltentor und die Smit-Lloyd 109 geborgen. Die Bergung dauerte neun Tage, davon die der Smit-Lloyd 109 einen Tag und die der Boltentor acht Tage. |
| März 1978                                     | Amoco Cadiz                                                      | BP (GB) / Amoco (USA)                                                    | vor Portsall an der bretonischen Küste                                                              | 223.000                            | Rohöl                                                                | Tankerunglück, Ruderausfall mit anschließendem Felsenauflauf |
| 7. Dez. 1978                                  | Tadotsu                                                          | k. A.                                                                    | Dumai, Malakkastraße                                                                                | 44.900                             | Rohöl                                                                | Tankerunglück |
| 31. Dez. 1978                                 | Andros Patria                                                    | k. A.                                                                    | Biscaya, vor Kap Villano                                                                            | 49.660                             | Rohöl                                                                | Tankerunglück |
| 8. Jan. 1979                                  | Betelgeuse                                                       | Compagnie Navale des Pétroles, Frankreich                                | Whiddy Island (Irland)                                                                              | 40.000                             | Rohöl                                                                | Tankerunglück, Explosion |
| 28. Apr. 1979                                 | Gino                                                             | k. A.                                                                    | vor der Insel Ouessant, Bretagne                                                                    | 34.350                             | Rohöl                                                                | Tankerunglück |
| 3. Juni 1979                                  | Ixtoc I                                                          | PEMEX                                                                    | Golf von Mexiko                                                                                     | 400.000 bis 1.400.000              | Rohöl                                                                | Unglück auf einer Ölplattform, Blowout |
| 19. Juli 1979                                 | Atlantic Empress                                                 | griechisches Schiff, in Liberia registriert                              | vor Tobago, Karibische Inseln                                                                       | 287.000                            | Rohöl                                                                | Tankerunglück, Kollision mit dem Tanker Aegean Captain |
| 26. Aug. 1979                                 | Patianna                                                         | k. A.                                                                    | vor Dubai                                                                                           | 38.100                             | Rohöl                                                                | Schiffsunglück |
| 1. Nov. 1979                                  | Burmah Agate                                                     | k. A.                                                                    | Küste von Texas                                                                                     | 8.500, zusätzlich 25.000 verbrannt | Rohöl                                                                | Tankerunglück, Schiffskollision |
| 15. Nov. 1979                                 | Independența                                                     | k. A.                                                                    | Südtürkei                                                                                           | 95.000                             | Rohöl                                                                | Tankerunglück |
| Feb. 1980                                     | Irenes Serenade                                                  | in Griechenland registriert                                              | Bucht von Navarino vor der Süd-Peloponnes                                                           | 100.000                            | Rohöl                                                                | Tankerunglück, Explosion und anschließender Brand |
| März 1980                                     | Tanio                                                            | in Madagaskar registriert                                                | nördlich der Ile de Batz, Bretagne                                                                  | 13.500                             | Heizöl                                                               | Tankerunglück, Sturm |
| 29. Dez. 1980                                 | Juan Antonio Lavalleja                                           | k. A.                                                                    | Arzew, Algerien                                                                                     | 37.400                             | Rohöl                                                                | Tankerunglück |
| Feb. 1983                                     | Nowruz-Ölfeld                                                    | k. A.                                                                    | Persischer Golf                                                                                     | 260.000                            | Rohöl                                                                | Kollision eines Tankers mit einer Bohrinsel, Kriegsfolgen des ersten Golfkriegs |
| Aug. 1983                                     | Castillo De Bellver                                              | Empresa Nacional Elcano de la Marina Mercante (Spanien)                  | Saldanha Bay, Südafrika                                                                             | 252.000                            | Rohöl                                                                | Tankerunglück, Brand |
| 9. Dez. 1983                                  | Pericles GC                                                      | k. A.                                                                    | 30 km ostnordöstlich von Doha                                                                       | 47.620                             | Rohöl                                                                | Tankerunglück |
| Juni 1985                                     | Tengiz                                                           | k. A.                                                                    | Kasachstan, Sowjetunion                                                                             |                                    | Rohöl                                                                | Blowout |
| Dez. 1985                                     | Nova                                                             | k. A.                                                                    | vor der Insel Charg im Persischen Golf, Iran                                                        | 75.000                             | Rohöl                                                                | Tankerunglück |
| 22. Apr. 1988                                 | Athenian Venture                                                 | Patron Marine                                                            | 644 km südöstlich von Kap Race                                                                      |                                    | Benzin                                                               | Tankerunglück |
| Nov. 1988                                     | Odyssey                                                          | k. A.                                                                    | Kanada                                                                                              | 132.000                            | Rohöl                                                                | Tankerunglück, Brand |
| März 1989                                     | Exxon Valdez                                                     | Exxon (USA)                                                              | Prince William Sound, Alaska                                                                        | 37.000                             | Rohöl                                                                | Tankerunglück, Navigationsfehler |
| Dez. 1989                                     | Khark 5                                                          | k. A.                                                                    | Atlantikküste vor Marokko                                                                           | 80.000                             | Rohöl                                                                | Tankerunglück |
| Apr. 1991                                     | Haven                                                            | Amoco (USA)                                                              | Golf von Genua, Italien                                                                             | 144.000                            | Rohöl                                                                | Tankerunglück, Brand |
| Jan. 1991                                     | Ölpest am Persischen Golf 1991                                   | k. A.                                                                    | Südkuwait, Saudi-Arabien                                                                            | 800.000 bis 1.700.000              | Rohöl                                                                | Kriegsfolgen des zweiten Golfkriegs |
| Mai 1991                                      | ABT Summer                                                       | k. A.                                                                    | 1000 km vor Angola                                                                                  | 49.000 bis 255.000                 | Rohöl                                                                | Tankerunglück |
| Apr. 1992                                     | Katina P                                                         | unter maltesischer Flagge                                                | vor Maputo, Mosambik                                                                                | 72.000                             | Schweröl                                                             | Tankerunglück |
| Dez. 1992                                     | Aegean Sea                                                       | unter griechischer Flagge                                                | A Coruña/Spanien                                                                                    | 74.000                             | leichtes Rohöl                                                       | Tankerunglück, auf Grund gelaufen |
| 5. Jan. 1993                                  | Braer                                                            | unter liberianischer Flagge                                              | vor den Shetlandinseln                                                                              | 84.700                             | leichtes Rohöl                                                       | Tankerunglück, Unwetter, Motorschaden, auf Grund gelaufen, gebrochen |
| 21. Okt. 1994                                 | Thanassis A                                                      | k. A.                                                                    | Südchinasee                                                                                         | 37.075                             | Rohöl                                                                | Tankerunglück |
| Feb. 1996                                     | Sea Empress                                                      | in Liberia registriert                                                   | vor Milford Haven, Wales                                                                            | 72.000                             | Rohöl                                                                | Tankerunglück, durch Lotsenfehler und unsachgemäße Bergung mehrfach auf Grund gelaufen |
| Jan. 1997                                     | Nakhodka                                                         | Eigner: Prisco Traffic Limited Reederei: Primorsk Shipping               | Japan                                                                                               | 19.000                             | Schweröl                                                             | Öltanker, nach 26 Jahren Dienst in zwei Teile gebrochen |
| Dez. 1999                                     | Erika                                                            | TotalFina (Frankreich)                                                   | in der südlichen bretonischen Küste                                                                 | 26.000                             | schweres Heizöl N°2                                                  | Tankerunglück, Materialermüdung |
| Jan. 2001                                     | Jessica                                                          | Acotramar                                                                | Naturschutzgebiet Galapagosinseln                                                                   | 900                                | Kraftstoff                                                           | Tankerunglück, Navigationsfehler mit anschließendem Grundauflauf |
| 2002                                          | gesunkenes Schiff (?)                                            | Küste                                                                    | Kalifornien                                                                                         | k. A.                              |                                                                      | Ein fast 50 Jahre zuvor (also etwa 1953–1957) versunkenes Schiff? Oder der 1944 gesunkene deutsche Frachter Rio Grande? |
| Okt. 2002                                     | Limburg                                                          | Moray Marine, Singapur                                                   | Ash Shihr-Ölterminal, Jemen                                                                         | 14.500                             | Rohöl                                                                | Bombenanschlag |
| Nov. 2002                                     | Prestige                                                         | Unternehmen in Liberia                                                   | 270 km vor der Küste von Galicien, Spanien                                                          | 63.000                             | schweres Heizöl                                                      | Tankerunglück, Maschinenausfall mit anschließendem Grundauflauf |
| Juli 2003                                     | Tasman Spirit                                                    | Assimina Maritime / Pelembros Shipping, Piräus                           | Arabisches Meer nahe Karachi                                                                        | 12.000 bis 24.000                  | Rohöl                                                                | 24 Jahre alter Tanker gestrandet |
| 2004 – heute                                  | Bohrinsel 23051                                                  | Taylor Energy                                                            | Golf von Mexiko                                                                                     | > 680.000 (2021) (110 / Tag)       | Rohöl                                                                | Erdrutsch durch Orkan Ivan |
| Juli 2006                                     | Ölpest im östlichen Mittelmeer 2006                              | k. A.                                                                    | Libanesische Küste                                                                                  | 10.000 bis 35.000                  | mittelschweres Heizöl                                                | Zerstörung des Öllagers eines libanesischen Kraftwerkes als Folge des Libanonkriegs |
| Aug. 2006                                     | Solar 1                                                          | Sunshine Maritime Development, Manila                                    | zwischen den philippinischen Inseln Guimaras und (West) Negros                                      | 2.100                              | Schweröl IFO 217                                                     | Tankerunglück |
| Juli 2007                                     | Don Pedro                                                        | Compania Iscomar S.A., Spanien                                           | Ibiza                                                                                               | 200                                | Heizöl und Bunkeröl                                                  | Fähre, auf Grund gelaufen |
| Dez. 2007                                     | Hebei Spirit                                                     | registriert in Hong Kong                                                 | Südkorea, 11 km vor Küste von Mallipo, Hafen von Daesan                                             | 10.500                             | Rohöl                                                                | Tankerunglück, Kollision mit Schleppkran |
| Feb. 2009                                     | Admiral Kusnezow                                                 | Russland                                                                 | Südlich Island                                                                                      | 500 bis 1.000                      | Kraftstoff                                                           | Flugzeugträger, Fehler bei der Betankung |
| März 2009                                     | Pacific Adventurer                                               | Swire Shipping Ltd., Großbritannien                                      | Australien                                                                                          | 270                                | Diesel, ferner Ammonium-Dünger                                       | Frachtschiff, Schäden durch Sturm |
| Juli 2009                                     | Full City                                                        | Cosco, China, in Panama registriert.                                     | 160 km vor Oslo, Naturschutzgebiet betroffen                                                        | 200 bis 1.100                      | Dieselöl                                                             | Massengutfrachter, auf Grund gelaufen |
| Aug. 2009                                     | Förderplattform Montara                                          | PTTEP Australasia, eine Tochtergesellschaft der PTT Public Company       | Timorsee, Australien                                                                                | 4.000                              | Rohöl                                                                | Unglück auf einer Förderplattform, Brand |
| Feb. 2010                                     | Ölpest am Fluss Lambro in der Lombardei                          | Lombarda Petroli                                                         | Bei Monza, Italien                                                                                  | 2.500                              | Diesel und Heizöl                                                    | Sabotage in einer stillgelegten Raffinerie |
| 20. Apr. 2010                                 | Ölpest im Golf von Mexiko 2010                                   | BP                                                                       | Golf von Mexiko                                                                                     | 672.000                            | Rohöl mit hohem Gasanteil                                            | Unglück auf Bohrinsel Deepwater Horizon, Blowout |
| Mai 2010                                      | Bunga Kelana 3                                                   | MISC Berhad                                                              | Straße von Singapur                                                                                 | 2.500                              | Rohöl                                                                | Tankerunglück, Kollision mit dem Massengutfrachter Waily |
| Mai 2010                                      | Ölpest im Nigerdelta                                             | Joint-Venture-Ölgesellschaft von ExxonMobil und dem nigerianischen Staat | Nigerdelta, Nigeria                                                                                 | 27.000 bis 95.500                  | Rohöl                                                                | Leck einer Erdöl-Pipeline, es tritt sieben Tage lang Öl aus |
| Mai 2010                                      | Bruch der Trans-Alaska-Pipeline                                  | Alyeska Pipeline Service Company                                         | Alaska, USA                                                                                         | ca. 320                            | Rohöl                                                                | Leck einer Erdöl-Pipeline |
| 2. Juni 2010                                  | Ölpest am Kalamazoo River (Michigan-See)                         | Enbridge-Pipeline 6B                                                     | am Zufluss des Talmadge Creek                                                                       | 3.800                              | Ölsand-Bitumen (Dilbit)                                              | Pipeline-Leck |
| Juli 2010                                     | Ölteppich von Dalian                                             | China National Petroleum Corporation                                     | Hafen von Dalian                                                                                    | 1.500 bis 60.000                   | Rohöl                                                                | Pipeline-Explosion und Brand im Hafen |
| 16. März 2011                                 | Oliva                                                            | Cardiff Marine                                                           | Nightingale Island, Tristan da Cunha, Südatlantik                                                   | 1.500                              | Schweröl                                                             | Frachtschiff, auf Klippen aufgelaufen |
| Aug. 2011                                     | Ölplattform Gannet Alpha                                         | Shell                                                                    | Nordsee                                                                                             | 200                                | Erdöl                                                                | Leckage an Rohrleitung |
| Okt. 2011                                     | Ölunfall vor Neuseeland 2011                                     | Daina Shipping Company/Ciel Shipmanagement, Athen                        | Bay Of Plenty                                                                                       | 350                                | Schweröl                                                             | Auf ein Riff aufgelaufenes Frachtschiff Rena |
| Nov. 2011                                     | Undichtes Bohrloch vor Brasilien 2011                            | Chevron, Petrobras, japanisches Unternehmen                              | Brasilien                                                                                           | 360                                | Erdöl                                                                | undichtes Bohrloch |
| 20. Dez. 2011                                 | Unfall im Bonga-Ölfeld                                           | Shell                                                                    | Küste vor Nigeria                                                                                   | 5.000                              | Rohöl                                                                | Unfall auf Verladestation |
| 2013                                          | Leck einer Unterwasserpipeline                                   | nicht genannter Betreiber                                                | Thailand, Bezirk Rayong, Verschmutzung eines Strands                                                | >50                                | Rohöl                                                                | Leckage einer Pipeline, Sperre des Strands und Reinigung dauerte mehrere Monate. |
| 22. Nov. 2013                                 | Explosion einer Ölpipeline in Ostchina                           | Sinopec                                                                  | Qingdao                                                                                             | unbekannt                          | Rohöl                                                                | Ölleck |
| 19. Mai 2015                                  | Ölunfall in Kalifornien 2015                                     | Plains All American Pipeline                                             | Santa Barbara                                                                                       | 400                                | Rohöl                                                                | Leck einer Erdöl-Pipeline |
| 10. Sep. 2017                                 | Agia Zoni II                                                     | Agia Zoni Shipping, Athen                                                | Bucht von Salamis bei Athen                                                                         | weniger als 2.500                  | Treibstoff                                                           | Schiff sinkt mit Leck, Leck wird abgedichtet |
| 6. Jan. 2018                                  | Sanchi                                                           | NIOC (staatliche iranische Ölgesellschaft)                               | Ostchinesisches Meer, 160 Seemeilen vor Shanghai                                                    | 137.000                            | Ölkondensat und Schweröl                                             | Tankerunglück, Kollision mit einem chinesischen Getreidefrachter und anschließender Brand. |
| Aug. 2019 – Okt. 2019                         | Ölpest vor Brasilien, mehr als 200 Strände, bis zu 2000 km Küste | unbekannt                                                                | Atlantik vor NO-Brasilien, z. B. bei Maragogi                                                       | mehr als 600 (Öl mit Sand)         | Ölklumpen, Öl aus Venezuela                                          | unbekannt, Sabotage einer Ölfeld-Auktion vermutet |
| 29. Mai 2020                                  | Dieselölkatastrophe bei Norilsk                                  | Nornickel                                                                | Bei Norilsk                                                                                         | 17.500                             | Dieselkraftstoff                                                     | Auftauender Permafrostboden lässt einen Stützpfeiler eines Tanklagers herabsinken und Tank(s) leckschlagen |
| Aug. 2020                                     | Wakashio                                                         | Nagashiki Shipping, Japan                                                | Bei Mauritius                                                                                       | 1.000 (bisher)                     | Schweröl (Treibstoff für das Schiff selbst)                          | Das Frachtschiff lief am 25. Juli 2020 auf Grund. Per 8. August ist etwa ein Viertel der gebunkerten Menge von 4.000 t Öl ausgetreten. Tourismus und Natur sind betroffen. |
| 11. Feb. 2021                                 | Ölpest an der israelischen Mittelmeerküste 2021                  | Israel                                                                   | Mittelmeer                                                                                          |                                    |                                                                      | |
| 2. Okt. 2021                                  | Ölpest bei Huntington Beach 2021                                 | Kalifornien, USA                                                         | Pazifik / Huntington Beach                                                                          | 600                                | Rohöl                                                                | Untersee-Pipeline von Schiffsanker beschädigt (?), Ölaustritt vor Bohrinsel Elly (1980) von Beta Offshore/Amplify Energy |
| 29. Jan. 2022                                 | Leck einer Unterwasserpipeline                                   | Star Petroleum Refining Company                                          | Thailand, Bezirk Rayong, Verschmutzung des Strands Mae Ram Phueng, 200 km SO Bangkok                | 50                                 | Rohöl                                                                | Leckage, Dauer 1 Tag, einige Tage vor dem 29.1., Einsatz von Dispersionsmitteln |
| 28. Feb. 2023                                 | Tanker Princess Empress mit Industrieöl gesunken                 | [ 44 ]                                                                   | Philippinen, besonders artenreiches Meeresgebiet                                                    | zig Kubikmeter                     | „Industrieöl“                                                        | Leckage, liegt bei 13° 19,117 N, 121° 31,727 E, in 400 m Meerestiefe, gefunden durch Tauchroboter am 21. März 2023 |

Am 15. Dezember 2024 sanken in der Straße von Kertsch die beiden Tanker Wolgoneft 212 und 239 mit über 8000 Tonnen schwerem Heizöl. Mindestens ein Viertel gelangte ins Meer.